# Movimento Eu Sou

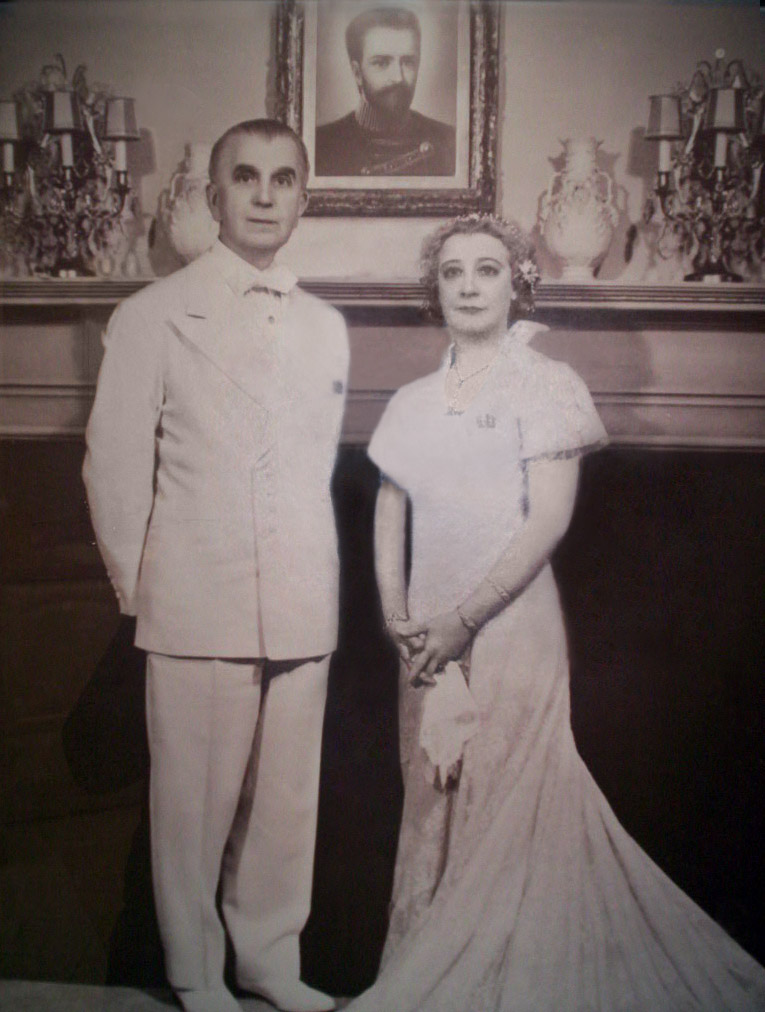
Guy e Edna Ballard

O Movimento Eu Sou ou I AM Activity é uma das ramificações dos ensinamentos da Sociedade Teosófica, fundada por Helena Blavatsky.
Foi fundado em Chicago no início dos anos 30 pelos Sr. e Sra. Ballard (hoje mestres ascensionados Godfre e Lótus). Foi em agosto de 1930 que o mestre ascensionado Saint Germain contatou Guy Ballard aos pés do Monte Shasta, na Califórnia, e lhe revelou segredos da hierarquia cósmica e da história da humanidade.
Os Mensageiros e ou dirigentes do Movimento EU SOU são:
- Guy Ballard que foi sucedido por Edna Ballard.
- Edna Ballard que não foi sucedida por ninguém.
- Posteriormente dois membros do movimento, Geraldine Innocente e Frances Ekey, fundaram sua própria organização chamada "Ponte para a Liberdade"

A atividade "I Am" tem a função de crescimento espiritual, educacional e prático e não há nenhum esquema financeiro por detrás dela e taxas de admissão são proibidas. O conhecimento divulgado não é secreto e sim público, mas protegido contra adulteração de todos os tipos até mesmo o de tradução. Não existe compromisso, assinaturas, segredo ou promessas para admissão de nenhum tipo. A organização fica a cargo da Saint Germain Foundation, com seus administradores mundiais localizados em Schaumburg, Illinois, EUA. Ela representa mais de 300 Santuários e Templos ao redor do mundo, chamados de "I AM" Temples, "I AM" Sanctuaries, "I Am" Study Groups (Grupos de estudo), "I AM" Reading Rooms (Salas de leitura). A Saint Germain Foundation e suas atividades não são afiliadas, patrocinadas ou coligadas a nenhuma outra organização, empresas, grupos ou pessoas e é sustentada apenas por doações e venda dos seus materiais e livros editados por sua própria editora a Saint Germain Press.